# Votation citoyenne pour La Poste
La votation citoyenne pour La Poste, organisée en France le 3 octobre 2009, est un vote pour demander un référendum national sur le service public postal. Il a été organisé par des groupes et militants opposés à ce qu'ils considèrent comme un processus allant vers une future privatisation de la Poste.
C'est la première votation à grande échelle organisée en France sans le concours de l'État, par un Comité national contre la privatisation de La Poste, qui réunit 62 syndicats, associations et partis politiques.
Même si elle n'a pas de valeur juridique, c'est un signal envoyé à l'opinion publique et au gouvernement pour demander l'organisation d'un vrai référendum d'initiative populaire contre la transformation de La Poste en société par actions. Le terme de votation s'inspire des référendums locaux qui sont une habitude en Suisse.

## Première historique en France: environ9 987lieux de vote sur tout le territoire
Le nombre de points de vote a augmenté très rapidement dans les derniers jours de la consultation, prenant de vitesse les organisateurs, qui ont peiné à recenser les lieux de vote.
Razzy Hammadi, porte parole du parti socialiste avait estimé dans un premier temps le 2 octobre qu'il y avait "6 000 points de votation", dont moins de la moitié organisés par des élus socialistes, et estimé que le chiffre d'un million de votants au moins serait certainement dépassé. Dans l'après-midi du 3 octobre, dernier jour de vote, il a révisé en hausse de 66 % son estimation et fait état d'un décompte, toujours provisoire, de 9 987 points de vote dans toute la France.
Le vote n'a pas de valeur juridique, même si ses organisateurs font signer les votants sur des lignes d'émargement, avec leur nom, prénom et adresse.
La consultation est coordonnée par des comités départementaux, regroupés sur le site "Appel pour la poste", qui fédère des comités locaux. Des comités départementaux se sont créés dans 94 des 95 départements de France métropolitaine. Le dépouillement a commencé le 3 octobre 2009, et devait s'achever le 5 octobre 2009.

## Participation plus forte que prévu, le chiffre de deux millions de votants probable
La votation citoyenne sur l'avenir de la Poste avait recueilli au moins 1,6 million de suffrages dans l'après-midi du 4 octobre, selon le comité organisateur, sur environ 80 % des départements, le décompte se poursuivant dans 15 à 20 autres. Deux jours plus tôt, le 2 octobre, Razzy Hammadi, secrétaire national du Parti socialiste chargé des services publics, déclarait que "la question n’est plus de savoir si on va atteindre le million de participants mais de combien on le dépassera», en précisant qu’«entre 2 500 et 3 000 maires socialistes ouvriront leur hall».
Les premiers résultats provisoires font état d'une forte participation dans des départements comme les Bouches-du-Rhône, avec 110 000 votants, la Haute-Garonne , avec 85 000 votes dont plus de 35 000 à Toulouse, la Seine-Maritime avec 67 000 participants ou encore 37 000 dans le Finistère et 35 000 à 40 000 dans l'Aude.
La carte de France des personnes inscrites sur les listes électorales indique que dans de nombreux départements, le nombre de participants à la votation est proche ou supérieur à 10 % des inscrits, même si cette consultation, organisée sans l'État, n'avait pas de valeur juridique.

## Objectif de la votation: éviter que la privatisation soit ensuite facilitée

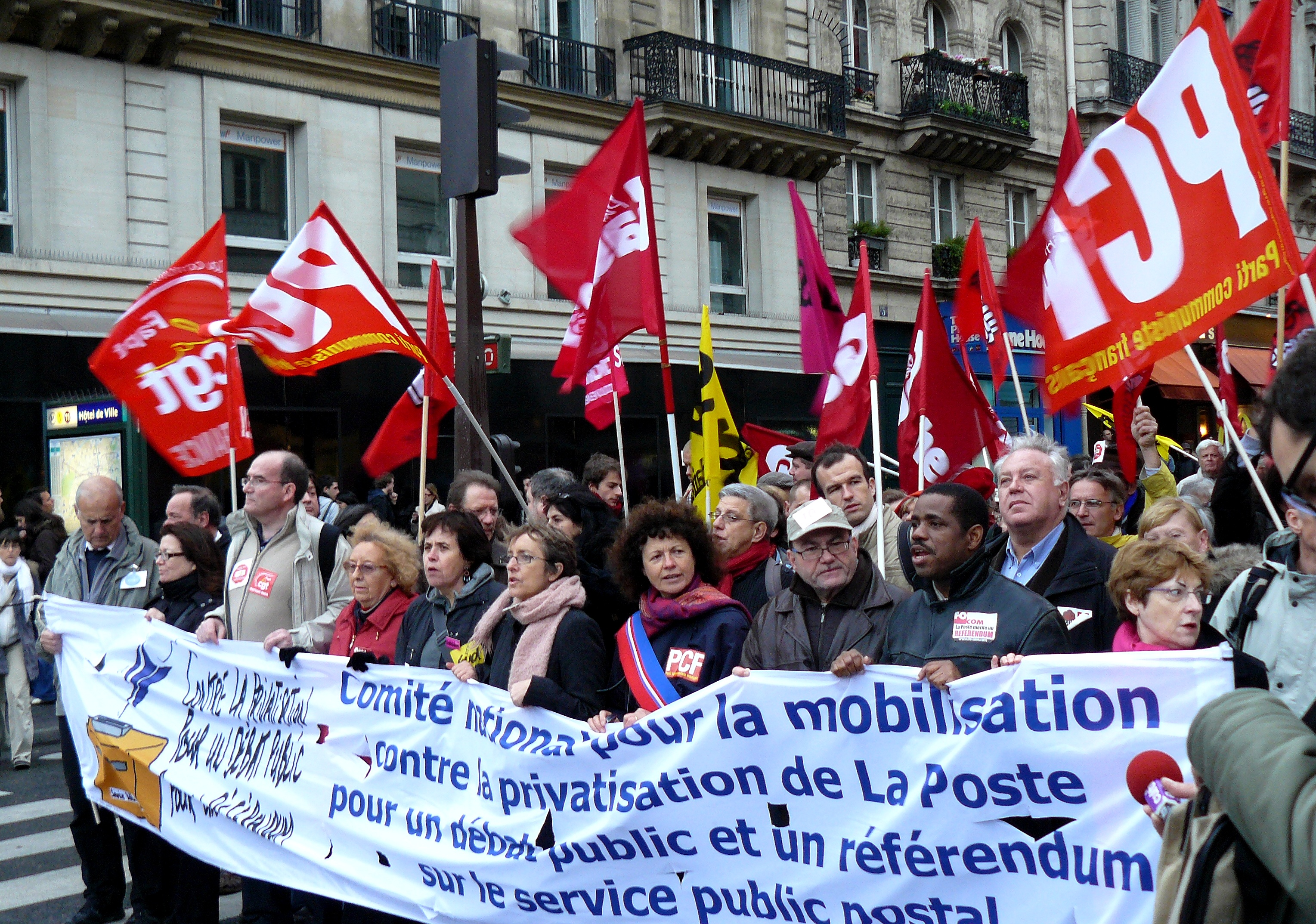
Manifestation du Collectif le 28 novembre 2009 à Paris

Cette votation citoyenne s'oppose à la transformation de La poste en société par actions, qui pourrait ensuite faciliter sa transformation en société privée. Le gouvernement assure que les actionnaires de cette société par actions seront à 100 % publics, mais les organisateurs de la votation estiment qu'il sera ensuite facile et tentant pour ces actionnaires publics de revendre leurs actions à des investisseurs privés, intéressés par la rentabilité élevée de l'entreprise. Ils estiment que l'État peut très bien apporter de l'argent à La Poste par des dotations en capital et craignent qu'une seconde loi, un peu plus tard, ne facilite l'entrée de capitaux privés, en rappelant que GDF fut ainsi privatisé alors que l'État s'était engagé à ce quelle reste une société avec des actionnaires majoritairement publics.
Le gouvernement a estimé, par la voix du ministre du budget Éric Woerth, que la question posée est « caricaturale » et « n'est pas faite pour faire avancer les choses mais les faire reculer ». « Il n'est pas question de privatiser la Poste », a-t-il réaffirmé à plusieurs reprises.
Les cinq syndicats ayant réuni 95 % des voix lors des élections professionnelles à La Poste ont organisé le 22 septembre 2009 une journée de grève nationale contre la transformation en société par actions. Selon un sondage CSA publié le 29 septembre 2009 par le quotidien L'Humanité, 75 % des Français s’opposeraient la privatisation de La Poste s’ils participaient à la « votation citoyenne ». D'après la même étude, 83 % des sondés pensent que « La Poste sera privatisée dans quelques années » si le projet gouvernemental est adopté.

## Vote décentralisé dans les communes, les gares, les entreprises ou les bureaux de poste
Dans le Morbihan, des votes ont eu lieu dans de nombreuses mairies de villes moyennes ou de villages, dans des maisons de quartier, dans l'entreprise Michelin, dans des collèges et des lycées, en particulier à Lorient et Lanester. Les urnes ont été également disposées sur de nombreux marchés un peu partout dans le département. On a aussi voté dans des immeubles, devant des hypermarchés ou des boulangeries, l'organisation étant jugée parfois anarchique. "il n'y a aucun contrôle sur ces urnes, ça rappellera les grandes heures de l'Union soviétique", a estimé le ministre de l'Industrie, Christian Estrosi, qui a jugé "discutables" les conditions d'organisation du scrutin.
A Paris, il a été possible de voter dans plus de 175 lieux de vote, dont toutes les mairies d'arrondissement, dans les locaux pour la majorité d'entre elles, devant l'hôtel de ville pour les autres. Des urnes ont été mises à disposition dans les gares parisiennes, et des lieux de passage comme Opéra, Bastille, République, Les Halles et les Champs-Élysées.